# Toxic
Toxic è un singolo della cantante statunitense Britney Spears, pubblicato il 13 gennaio 2004 come secondo estratto dal quarto album in studio In the Zone.
Toxic ebbe successo non solo commercialmente, ma fu premiato anche da una parte della critica, cosa che aiutò la Spears a vincere il suo primo Grammy nella categoria "Best Dance Recording". Il singolo ha venduto in tutto il mondo oltre 10.000.000 di copie, di cui più di nove milioni solo negli Stati Uniti. di copie, diventando il secondo singolo di maggior successo nell'intera carriera della cantante (dopo ...Baby One More Time).
È stato il quarto singolo più venduto nel 2004 a livello mondiale e del brano nel 2007 ne è stata fatta una cover dalla cantautrice franco-israeliana Yael Naim e una dal produttore inglese Mark Ronson.
Il brano contiene un campionamento del brano indiano Tere Mere Beech Mein cantato da Lata Mangeshkar e contenuto nel film del Ek Duuje Ke Liye

## Descrizione
Toxic è stato scritto da Cathy Dennis e da Henrik Jonback, insieme a Christian Karlsson e Pontus Winnberg, in arte Bloodshy & Avant, i quali hanno curato anche la produzione e l'arrangiamento insieme a Steve Lunt. Il brano fu originariamente offerto a Kylie Minogue per il suo nono album di inediti, Body Language, ma la cantante australiana lo rifiutò. Minogue dichiarò in seguito: "Non mi sono arrabbiata quando le è andata bene. È stato un pesce che è scappato. Ho solo dovuto accettarlo".

## Video musicale
Il videoclip è stato girato il 22 e il 23 dicembre 2003 a Los Angeles.
Britney cambia spesso il colore dei capelli passando da bionda, a rossa, a mora; in alcune scene la si vede vestita di una tuta color carne tempestata di diamanti, distesa su un pavimento bianco-grigio. Il video è stato diretto da Joseph Kahn, che aveva precedentemente collaborato con la Spears nel video di Stronger del 2000.

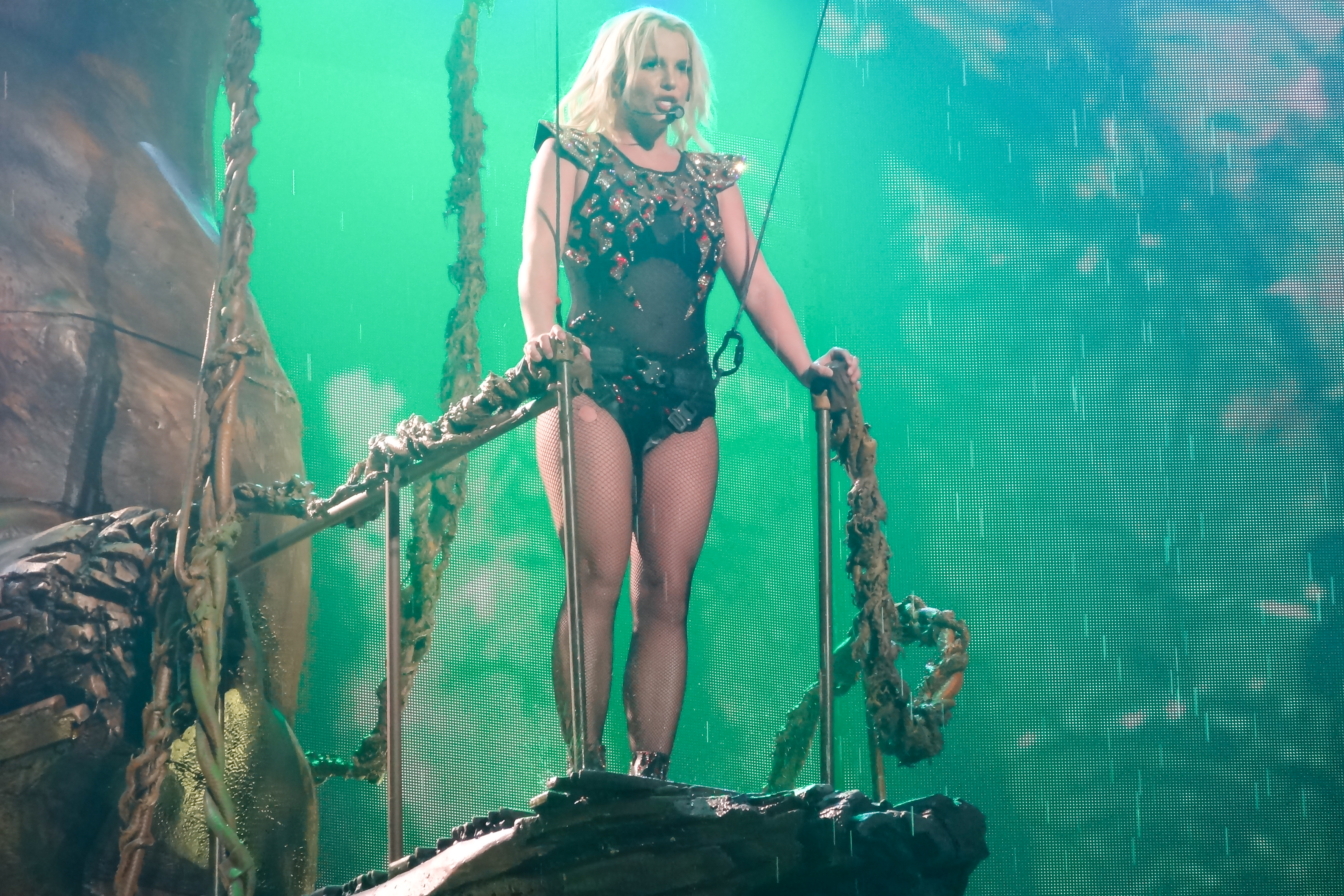
Britney durante Toxic alla residency Britney: Piece of Me

Il video di "Toxic" comincia con l'inquadratura di uno stormo di corvi che sorvola una città. Nel cielo si stagliano nubi colpite da un raggio di luce; nella scena avanza un aeroplano futuristico. All'interno del velivolo troviamo la cantante in versione hostess bionda di spalle. Britney sta parlando al telefono in maniera provocante. A questo punto c'è uno stacco su una stanza bianca, con il pavimento grigio, dove Britney balla a terra vestita con una tuta color carne tempestata di diamanti. Questa scena interverrà ripetutamente nel corso del video. La Spears tempestata di diamanti sembra rappresentare il lato più selvaggio e sexy della cantante, quasi uno spirito guida, e sarà molto fondamentale di lì a breve. La scena torna sull'aereo, dove Britney balla seguita dalle altre hostess che chiudono gli sportelli dei bagagli. La cantante comincia ad avanzare con il carrello (per un momento le si vedono gli slip), continuando fino a che non appare la Britney tempestata di diamanti (che da adesso chiameremo "Diamond Britney") che le ordina di fermarsi e di essere provocante col passeggero alla sua sinistra. Allora lei prende un bicchiere e lo rovescia sui pantaloni di un passeggero. Il vino gli cade addosso, ma Britney senza indugio prende un fazzoletto e comincia ad asciugare il signore, visibilmente imbarazzato. Queste sono alcune delle mosse provocanti fatte da Britney per dimostrare il suo sex appeal. Diamond Britney le ordina di proseguire, aumentando però il sex appeal. Abbandonato lo sventurato, comincia a ballare facendo mosse sensuali con le altre hostess, sistemando una coperta su di un bambino. Ad un certo punto, percepisce un richiamo irresistibile, e rivolge uno sguardo accattivante ad un passeggero, invitandolo a "stargli più vicino", e toccandosi sensualmente il seno. Il passeggero si rivela essere non un giovane attraente, dato che la Spears sceglie accuratamente gli uomini a cui concedersi, ma un uomo in sovrappeso, che si guarda attorno disorientato: non capisce se sia uno sbaglio o se la provocante hostess stia davvero flirtando con lui. Allora Britney, di sua spontanea volontà, decide di dover entrare in azione. A quanto pare è più che determinata ad entrare nel mile high club. La musica cambia di tonalità: la missione della Spears comincia. Appena lo raggiunge la hostess lo spinge nella toilette e ci si chiude dentro con lui. La Spears tira a sé l'uomo utilizzando la sua cravatta e lo bacia sul collo, e per non perder l'equilibrio l'uomo si appoggia al lavandino, aprendolo e bagnandosi il fondo schiena. Diamond Britney apprezza la presa di posizione della hostess, e la incoraggia a sedurre maggiormente l'uomo. La hostess ubbidisce e passa a baciare l'orecchio dell'uomo. Diamond Britney vuole che Britney faccia capire all'uomo le sue vere intenzioni, perciò la hostess passare alla bocca e bacia l'uomo sensualmente: egli rimane sbigottito, e non riesce a credere che la hostess abbia scelto proprio lui per soddisfare i suoi istinti sessuali. Ma, mentre lo bacia, la Spears sente qualcosa di strano sulla sua faccia, come se l'uomo avesse una maschera addosso. La sua intuizione si rivela esatta, infatti l'hostess trova il lembo della maschera e la sfila, rivelando così la vera identità dell'uomo: in realtà è un'attraente spia in incognito (Matt Felker). L'uomo aveva dovuto usare un camuffamento per non farsi riconoscere, travestendosi da uomo obeso. I due si guardano con uno sguardo potente e Britney, attratta dall’uomo, lo bacia ardentemente. Britney si stacca e comincia a spogliarlo, togliendogli la giacca mentre lo guarda con uno sguardo potente ed eccitato, e gli dà le spalle. La hostess comincia a strusciare il suo enorme culo addosso alla spia, partendo dalle gambe e toccando anche il pacco dell'uomo con il suo fondoschiena. L’aereo subisce uno scossone ma nel bagno la hostess continua a sbaciucchiare la spia, che è sedotta dai baci e dalle curve della provocante hostess. Mentre continua a limonare con l’uomo, la cantante coglie l'occasione per rubargli il telefonino ed esce dal bagno dopo averlo salutato in modo molto ammiccante, quasi a lasciar intendere che non è finita lì. L'uomo esce dal bagno con uno sguardo perplesso ma soddisfatto. 
La scena successiva si svolge di notte, lungo le strade di una futuristica Parigi, con Britney rossa di capelli e vestita con un completo di pelle nera. È seduta sul sellino del passeggero di una Ducati 999 rossa guidata a folle velocità da un uomo a torso nudo, Tyson Beckford. La scena è ripresa di fianco, con la telecamera che procede alla stessa velocità della Motocicletta. La Spears percepisce il richiamo di Diamond Britney, che la invita a "giocare" con il fortunato guidatore e a rilassarlo. Britney allora, non potendo baciarlo, accarezza sensualente le muscolose braccia del motociclista e comincia a ballare sensualmente sulla moto, muovendo il bacino e il busto.infine, Britney appoggia il petto contro la schiena del motociclista, facendo sentire la presenza delle sue curve prorompenti da quella tuta nera attillata sul corpo dell'uomo. All'improvviso la moto si ferma e la telecamera continua la sua virtuale corsa ruotando centrata sul manubrio. La musica cambia di tonalità. Britney abbandona la potente moto con un salto e si dirige decisa verso un edificio ultramoderno e supertecnologico recante la scritta "Toxic". Fa esplodere la porta dell'edificio ed entra, lasciandosi alle spalle una grande esplosione. Diamond Britney, facendo una danza del ventre in ginocchio e mostrando le sue curve, invita Britney a mantenere alto il suo sex appeal. La Spears riesce ad introdursi in una stanza dove trova una pozione tossica. Dopo averla rubata si trova a dover attraversare un corridoio scuro pieno di laser rossi che ruotano. Scavalca con leggiadria gli ostacoli non senza mostrarsi in pose conturbanti, sotto influsso della seducente Diamond Britney, e giunge davanti ad una finestra rotonda che colpisce sbriciolandola.

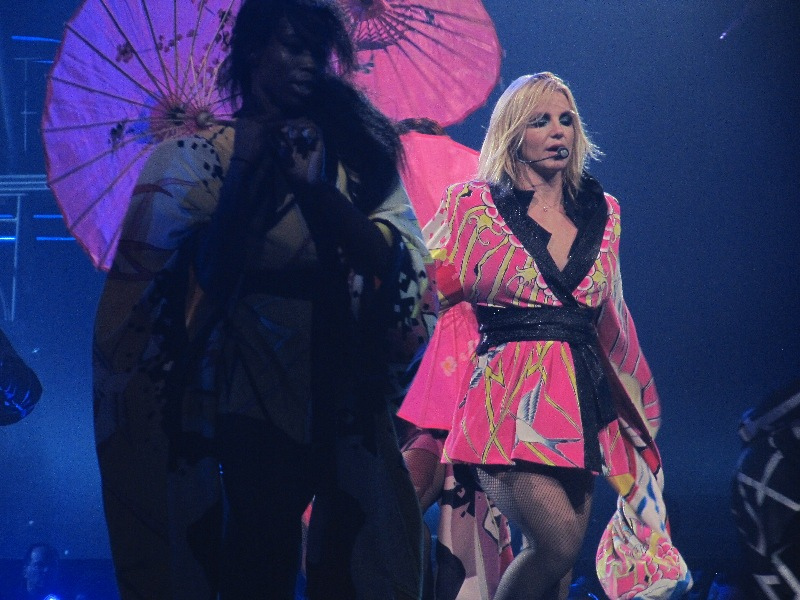
Esibizione di Toxic del Femme Fatale Tour

Ora è la Britney mora, in versione ladra notturna, che subentra, arrampicandosi su di un palazzo con il favore delle tenebre ed aiutandosi con delle ventose. Con una capriola si introduce in un appartamento dall'arredamento scuro e minimale. L'occupante, interpretato da Martin Henderson (che in Torque - Circuiti di fuoco guidava un'Aprilia RSV Mille) la guarda sbigottito, ma anche qui interviene Diamond Britney, che ordina alla ladra di dare tutto il suo meglio per far felice quell'uomo e per appagarlo. Britney non fa passare un istante e spinge il fortunato uomo verso il letto, con approvazione da parte di Diamond Britney, guardandolo con uno sguardo molto ammiccante. La Spears è determinata a far eccitare l'uomo, e Diamond Britney vuole sedurre l'uomo. Così, la ladra prende la palla al balzo e butta l'uomo sul letto, per fargli capire le sue vere intenzioni. L'uomo è perplesso, ma sembra apprezzare le qualità seduttive della Spears, e ne rimane estasiato. Lei ne approfitta e si distende su di lui, facendo scivolare sensualmente la sua mano sul suo corpo, mentre lo fissa in modo tenace e provocante. Diamond Britney incoraggia la Spears ad alzare il sex appeal, dato che si trova chiusa in una camera con un attraente uomo, pronto per vivere con lei momenti di puro piacere sessuale, che mai scorderà nella vita (chi è fortunato come lui da avere l'occasione di farsi sedurre a caso da una ladra quasi nuda?). Ma, una volta arrivata alla cintura, invece di slacciargliela, la afferra e scaraventa l'uomo per terra. In un attimo la cantante è sopra di lui, pronta a regalargli attimi di piacere indimenticabile. Diamond Britney spinge ancora di più, rendendo la Spears inappagabile e al massimo della sensualità. Mostratasi in tutta la sua sensualità, lo bacia appassionatamente, lasciando l'uomo sorpreso, ma appagato. Tutto ciò è solo al fine di avvelenarlo, infatti tira fuori la boccetta presa prima e la versa nella bocca dell'uomo, che è in e ed è ormai privo di speranze, ma contento per questi ultimi attimi di puro godimento. Subito dopo bacia un'ultima volta il malcapitato prima di abbandonare l'appartamento, mentre la telecamera riprende la città. La scena torna ad essere a bordo dell'aereo, dove la Britney hostess si volta verso la telecamera e strizza l'occhio in segno di complicità con lo spett (probabilmente l'uomo di prima, la spia, che sta per essere di nuovo sedotto dalla Spears),tore, che ora conosce il suo segreto. Il ruolo di hostess sorridente è una copertura che cela grandi doti di abilità, destrezza, agilità, efferatezza, coraggio: una vera e propria sexy, capace di uccidere ma anche di conquistare con le sue doti seduttive ogni uomo spia. Il video si conclude con la camera che riprende il cielo dell'inizio del video, con l'aeroplano e gli uccelli, mentre l'obiettivo s'oscura. Si noti come le uniche scene in cui non è notte sono quella iniziale e quella finale, che corrispondono all'inizio e alla fine della missione di Britney: l'operazione segreta si svolge interamente dotte.
Il video è stato eletto dal magazine Telegraphs e da un sondaggio del sito www.muzu.tv il video più sexy della storia. Ha inoltre vinto il premio della Visual Effects Society per i Migliori Effetti Visivi in un video musicale, grazie al lavoro di Bert Yukich e Chris Watts. L'11 maggio 2014 è stato certificato da Vevo per aver raggiunto le 100.000.000 di visualizzazioni.

## Accoglienza
Il brano è stato molto acclamato sin dalla sua uscita. Heather Richels del sito The Paly Voice ha fatto enfasi sul ritornello e sulla sua strepitosa orecchiabilità, e ha finito per definirla la canzone più allettante dell'album. Nella sua recensione del The Onyx Hotel Tour, Pamela Sitt dal The Seattle Times l'ha definito il singolo più forte dell'album. Eric Olsen del sito msnbc.com ha dichiarato che il brano potrebbe divenire la più grande hit di In the Zone e l'ha definito "pericolosamente assuefacente".
Christy Lemire dall'Associated Press ha affermato che è una delle hit più belle di Britney Spears, e l'ha definita "orecchiabile fino alla follia" e ha affermato che il ritornello "ti fa venir voglia di dimenticare il video in stile Alias che accompagna la canzone". Stephen Thomas Erlewine del sito AllMusic l'ha definito, insieme a Showdown, una "irresistibile delizia per le orecchie che lascia evincere quello che è indubbiamente il più ambizioso e avventuroso album di Britney sino ad ora". In una recensione distinta di Greatest Hits: My Prerogative, Erlewine l'ha selezionato fra gli "apici musicali" e l'ha definito "una furia delirante e inebriante". Sal Cinquemani di Slant Magazine ha detto che Toxic e (I Got That) Boom Boom "vedono Britney dilettarsi nell'hip hop, ma è chiaro che il suo cuore batta nelle discoteche".

## Esibizioni dal vivo
La popstar, oltre a cantare il brano in vari tv shows americani ed europei, lo ha eseguito durante il The Onyx Hotel Tour del 2004, durante il The M+M's Tour nel 2007, durante il The Circus: Starring Britney Spears del 2009, durante il Femme Fatale Tour del 2011 e nella residency Britney: Piece of Me a Las Vegas (2013-2017)

## Tracce
CD promozionale (Stati Uniti)
1. Toxic – 3:21
2. Toxic (Call-Out Research Hook) – 0:14

CD singolo (Australia, Europa)
1. Toxic – 3:21
2. Toxic (Instrumental) – 3:21
3. Toxic (Bloodshy and Avant Intoxicated Remix) – 5:35
4. Toxic (Armand Van Helden Mix Edit) – 6:25

CD singolo (Germania)
1. Toxic – 3:21
2. Me Against the Music (feat. Madonna) – 3:43

CD singolo (Regno Unito)
1. Toxic – 3:21
2. Toxic (Lenny Bertoldo Mix Show Edit) – 5:46
3. Toxic (Armand Van Helden Remix Edit) – 6:25
4. Toxic (Felix Da Housecat's Club Mix) – 7:09
5. Toxic (Instrumental) – 3:21

12" (Regno Unito)
- Lato A

1. Toxic – 3:21
2. Toxic (Felix Da Housecat's Club Mix) – 7:09

- Lato B

1. Toxic (Armand Van Helden Remix Edit) – 6:25
2. Toxic (Lenny Bertoldo Mix Show Mix Edit) – 5:46

12" (Stati Uniti)
- Lato A

1. Toxic (Armand Van Helden Remix) – 9:34

- Lato B

1. Toxic (Felix Da Housecat's Club Mix) – 7:09
2. Toxic (Lenny Bertoldo Mix Show Edit) – 5:46

DVD singolo (Regno Unito)
1. Toxic (Video) – 3:43
2. Britney Previews 'In the Zone' (Video Interview) – 3:51
3. Toxic (Lenny Bertoldo Mix Show Mix Edit) – 5:51 – audio
4. Tour Dates

## Formazione
- Britney Spears – voce, cori
- Bloodshy & Avant – arrangiamento, tastiere, sintetizzatori, programmazione
- Henrik Jonback – chitarra
- Tomas Lindberg – basso
- Stockholm Session Strings – archi
- Janson & Janson – arrangiamento e direzione archi
- Cathy Dennis, Emma Holmgren, BlackCell – cori

## Cover
- Una cover del brano è stata eseguita dal gruppo metalcore A Static Lullaby ed è presente nella compilation Punk Goes Pop 2.
- Una cover del brano associata ad un'illustrazione è stata registrata dalla band Italiana Montauk per la compilation TINALS (this is NOT a love song) edita da toloselatrack
- La cantante Yael Naim ha interpretato una reinterpretazione di Toxic.
- Un'ulteriore versione è stata eseguita nel 2007 da Mark Ronson nell'album Version.
- Nel 2010 il cast della serie televisiva Glee ha realizzato una cover per l'episodio della seconda stagione Britney/Brittany.
- Nel 2014 i The Bluebeaters reinterpretano il brano Toxic in chiave Ska Rocksteady.

## Classifiche
| Classifica (2004) | Posizione massima |
| ----------------- | ----------------- |
| Australia         | 1                 |
| Austria           | 5                 |
| Belgio (Fiandre)  | 6                 |
| Belgio (Vallonia) | 6                 |
| Canada            | 1                 |
| Danimarca         | 4                 |
| Finlandia         | 8                 |
| Francia           | 3                 |
| Germania          | 4                 |
| Irlanda           | 1                 |
| Italia            | 4                 |
| Norvegia          | 1                 |
| Nuova Zelanda     | 2                 |
| Paesi Bassi       | 4                 |
| Regno Unito       | 1                 |
| Spagna            | 5                 |
| Svezia            | 2                 |
| Svizzera          | 4                 |
| Stati Uniti       | 9                 |

### Classifiche di fine anno
| Classifica (2004) | Posizione |
| ----------------- | --------- |
| Australia         | 38        |
| Austria           | 24        |
| Belgio (Friande)  | 33        |
| Belgio (Vallonia) | 27        |
| Francia           | 38        |
| Italia            | 10        |
| Nuova Zelanda     | 11        |
| Regno Unito       | 9         |
| Svizzera          | 17        |
| Stati Uniti       | 48        |